# Agonopsis asperoculis
Agonopsis asperoculis är en fiskart som beskrevs av Thompson, 1916. Agonopsis asperoculis ingår i släktet Agonopsis och familjen pansarsimpor. Inga underarter finns listade i Catalogue of Life.